# Mary Ainsworth
Mary Dinsmore Ainsworth (Glendale, 1 de desembre del 1913 – Charlottesville, 21 de març del 1999) una psicòloga estatunidenca coneguda per la seva teoria sobre l'aferrament. Dissenyà la situació de l'estrany, una prova per investigar sobre les reaccions emocionals que es produeixen entre el nadó i la figura materna o principal cuidador. De nena fou una alumna avançada i d'adulta no assolí el lloc destacat que li corresponia, pel fet de ser dona, en una època en què els homes tenien lloc preferent. Els reconeixements li arribaren anys després d'estar jubilada. El 2002 una prestigiosa revista, la Review of General Psychology situà Ainsworth en el lloc 97 dels psicòlegs més citats del segle xx. Molts estudis d'Ainsworth són considerats els fonaments de l'actual teoria de l'aferrament.

## Biografia
Mary Dinsmore Salter, nasqué a Glendale (Ohio), i era la gran de tres germanes. Son pare, Charles Salter, que estava graduat en Història, treballava en una fàbrica de Cincinnati, i sa mare, que tenia estudis d'infermeria, es dedicà a fer només de mestressa. El 1918, l'empresa on treballava el pare, el traslladà a Toronto, al Canadà, on Mary passaria la resta de la seva infantesa.
Fou una noia precoç, amb ànsia per aprendre. Començà a llegir als tres anys, la mare visitava un cop per setmana la biblioteca local i li buscava llibres adients a la seva edat. Mary tingué una relació propera amb son pare, el qual havia assumit la tasca d'acompanyar-la al llit, cantar-li una cançoneta i posar-li bé el llençol. La relació amb sa mare no fou tan càlida; segons diria més tard, la mare estava gelosa pel lligam que s'havia establert entre el pare i la filla. Mary destacà en els estudis i, quan només tenia 15 anys, decidí fer-se psicòloga en haver llegit el llibre de William McDougall titulat Personalitat i conduta de vida (1926) .
Als 16 anys inicià la carrera a la Universitat de Toronto, fou una dels cinc alumnes avançats que hi admeteren. El 1936 aconseguí el grau de màster i el 1939 el doctorat. Després començà a donar classes a la mateixa universitat, fins que el 1942 s'allistà al Cos Femení de l'Exèrcit Canadenc, que reclutava personal per participar en la Segona Guerra Mundial. Li encomanaren fer entrevistes per seleccionar personal a Kitchener (Ontario). Aviat fou ascendida a consellera del director d'aquell cos i li donaren el rang de major major el 1945.
Acabada la guerra, tornà a Toronto on continuà donanat classe de psicologia de la personalitat, alhora que participà en una investigació dirigida per Klopfer sobre una revisió de la teoria de Rorschach. El 1950 es casà amb Leonard Ainsworth, que acabava de graduar-se en psicologia i volia fer el doctorat a Londres. Tot i que es divorciaren el 1960, els deu anys de matrimoni li serviren per entrar en contacte amb altres psicòlegs com John Bowlby, o com la vegada que es mudaren a Kampala (Uganda), que ella aprofità per realitzaar un estudi comparatiu sobre les relacions mare-fill.
Després de treballar en diversos llocs, un dels quals fou una plaça a la Uninversitat Johns Hopkins, finalment s'establí a la Universitat de Virgínia el 1975, on romandria fins a la seva jubilació el 1984. Allà la nomenaren professora emèrita i continuà col·laborant fins al 1992. Mentre estigué a la Johns Hopkins, Ainsworth no va rebre el tractament que es mereixia tenint en compte la seva formació, experiència i contribucions, per exemple no va rebre un salari adient, i va haver d'esperar dos anys per obtenir la posició de professora associada tot i que estava qualificada per damunt del que es requeria. En aquella època, les dones del Johs Hopkins havien de dinar en un menjador a banda, i això feia que els professors homes tenien més oportunitats de donar-se a conèixer als directius.
El 1884 Ainsworth rebé el premi ‘’G. Stanley Hall'’ de l'Associació de Psicologia Americana (APA) pels seus estudis en psicologia del desenvolupament. L'any següent el premi per Contribucions Distingides sobre el Desenvolupament Infantil i el 1989 l'APA li donà el premi al Científic Distingit. El 1992 fou escollida membre de l'Acadèmia Americana de les Arts i les Ciències.
Morí el 1999, amb vuitanta-cinc anys a causa d'un ictus cerebral.

## Carrera professional
El seu primer tutor fou William Emet Blatz, que estava ficat en el disseny de la teoria de la seguretat. Aquesta teoria proposava que hi ha diferents nivells de dependència dels progenitors i que això implica diferents tipus de relació des del punt de vista qualitatiu, cosa que determinaria les relacions futures dels infants amb altres persones. Els noms que posà als tipus de lligam eren: dependència segura, seguretat independent, dependència immadura, i dependència madura. Blatz proposava que com més segura i madura fos la interacció més probabilitat hi havia que l'infant desenvolupés una relació sana.
El 1950, quan Mary residia a Londres per voluntat del seu marit, respongué a un anunci de John Bowlby que treballava a la Clínica Tavistock, on portava una investigació sobre els efectes de la separació maternal sobre el desenvolupament infantil, comparant nens amb relacions afectives normals i altres procedents de famílies desestructurades o amb mala realació materna. Mary col·laborà en aquestes investigacions fins que el 1954, marxà a Àfrica on seguiria amb l'estudi però a nivell d'una altra cultura. Hi havia sis viles, a la rodalia de Kampala, on era costum enviar els nens fora de la llar durant uns dies, a casa d'uns parents, amb l'objectiu de trencar el lligam amb els progenitors, experiència que ells anomenaven "oblidar el pit de la mare." Mary, per fer les entrevistes i recollir informació de primera mà, feu l'esforç d'estudiar l'idioma nadiu, feina que li resultà molt satisfactòria perquè a més l'ajudà a apreciar aquella cultura. D'aquest treball de camp sorgiria un llibre que titulà Infantesa a Uganda, que ha esdevingut un clàssic en etologia i que demostrà que el procés de desenvolupament d'un nen no està subjecte a diferències marcades per fronteres de cap tipus.
Mary Ainsworth seguí al seu marit quan li proposaren treballar a Baltimore com a psicòleg forense. En aquesta època la cridaren de la Johns Hopkins per donar algunes classes de psicologia clínica i el 1958, aconseguí plaça permanent com a professora de psicologia evolutiva. Al mateix temps la relació amb John Bowlby canvià, anteriorment ella havia treballat sota les seves ordres i en aquest moment ell li oferí intercanviar experiències com a col·legues. Bowlby donà a Mary una còpia de l'esborrany d'un article que titulà "La natura del lligam de l'infant amb la seva mare" demanant-li que li tornès amb comentaris.
Mary passà per un divorci difícil el 1960, però continuà amb la seva feina de recerca. Li sorgí l'oportunitat de presentar el seu treball d'Uganda a la Tavistock de Londres. Era la primera vegada que presentava les seves conclusions en públic i no foren acollides amb entusiasme. El primer que li van retraure va ser la definició de "lligam". Mary se sentí motivada per aquesta i altres crítiques, a crear un catàleg de conductes "plorar quan la mare surt de l'habitació, seguir la mare, gratificar la mare amb un somriure quan torna, vocalitzacions, gronxament nerviós, demostrar intenció d'atansar-se o agafar-la" que podien ser qualificades de lligam afectiu o aferrament.
El 1965, Mery dissenyà una situació per continuar investigant que anomenà Procediment davant de l'estrany amb què esperava descriure diferències individuals en les conductes de lligam afectiu. Aquest experiment constava de vuit episodis, cadascun dels quals durava tres minuts. En el primer, l'infant i el seu cuidador (generalment la mare), entraven entraven en una sala-laboratori d'aspecte agradable i amb diverses joguines. Un minut després, una persona desconeguda per l'infant entrava a la sala i lentament provava de relacionar-se amb ell. El cuidador sortia de la sala i romania fora durant tres minuts, llavors tornava. El cuidador marxava una segona vegada i deixava l'infant sol durant tres minuts llavors entrava l'estrany i oferia consol a l'infant. Finalment el cuidador tornava i agafava l'infant en braços. A mesura que passaven els episodis l'estrès de l'infant augmentava i l'investigador anotava els diferents tipus de reacció en cada situació.

## Tipus d'afectivitat segons Ainsworth
De l'experiment descrit anteriorment, Ainsworth conclogué l'existència de tres tipus d'afectivitat:
- Segura. Enfront dels imprevistos i els successos nous, sobretot en absència inesperada de la mare, l'infant manifesta sorpresa, disgust, moltes vegades plora, encara que arriba a recuperar-se i no perd el control amb el context en què es troba. Utilitzen els cuidadors com a base de seguretat quan estan angoixats, expressen les emocions amb llibertat i confiança. Tenen cuidadors que són sensibles a les seves necessitats, i per això tenen confiança que les seves figures d'afecció estaran disponibles i els ajudaran en moments difícils.
- Insegura o d'evitació. Demostren un desinterès i una desafecció aparents davant la presència dels cuidadors durant períodes d'angoixa. Aquests infants tenen poca confiança a ser ajudats i esperen ser desplaçats perquè les experiències passades així ho diuen.
- Ambivalent o desorganitzada. Responen a la separació amb angoixa intensa i barregen comportaments d'afecció amb expressions de protesta, enuig i resistència. A causa de la inconsistència en les habilitats emocionals dels seus cuidadors, aquests infants no tenen expectatives de confiança respecte a l'accés i resposta d'aquests dels seus cuidadors.

## Crítica
Li criticaren que el seu estudi tenia un biaix i, per tant no era representatiu, ja que només l'havia efectuat en 26 nens nord-americans de classe mitjana. Altres crítics opinaren que es tractava d'una situació massa artificiosa i que mancava de validesa etològica.

## Obres
- Ainsworth, M. i Bowlby, J. Child Care and the Growth of Love, 1965.
- Ainsworth, M., Infancy in Uganda, 1967.
- Ainsworth, M.; Blehar, M.; Waters, E., ; Wall, S., Patterns of Attachment, 1978.